# Jean Decoux
Jean Decoux (* 5. Mai 1884 in Bordeaux; † 21. Oktober 1963 in Paris) war ein französischer Marineoffizier im Rang eines Admirals. Während des Zweiten Weltkriegs war er von Juli 1940 bis zum 9. März 1945 Generalgouverneur von Französisch-Indochina im Dienste des Vichy-Regimes.

## Leben

### Militärische Laufbahn

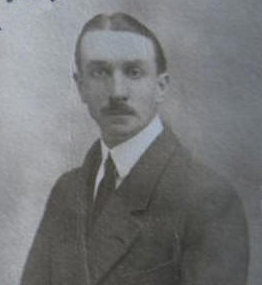
Jean Decoux 1919

Decoux ergriff mit dem Eintritt in die Französische Marineschule mit 16 Jahren die Laufbahn eines Marineoffiziers. Er wurde 1935 in den Admiralsrang erhoben.
1939 wurde er als Konteradmiral zum Oberbefehlshaber der französischen Flotte im Fernen Osten ernannt.

### Politische Rolle
Kurz nach der Niederlage Frankreichs wurde Decoux von Philippe Pétain auf Betreiben von François Darlan am 20. Juli 1940 als Generalgouverneur von Indochina eingesetzt. Obwohl Decoux keine Sympathien für die Achsenmächte hegte, galt er Pétain als verlässlicher als sein Vorgänger Georges Catroux. Decoux setzte dessen Politik fort, gegenüber dem erstarkenden Japan auf Zeit zu spielen. Decoux versuchte erfolglos durch eine diplomatische Initiative, die USA zu einer Garantie des Status Indochinas zu bewegen. Er musste die Stationierung von japanischen Truppen zuerst im Nordteil der Kolonie und dann auch im Südteil hinnehmen.
Im Herbst 1940 schlugen französische Truppen einen Aufstand der Kommunistischen Partei von Indochina unter Ho Chi Minh in Tonkin mit geringen Verlusten nieder. Außerdem war Decoux Oberbefehlshaber im Französisch-Thailändischen Krieg (1940–1941).
Decoux setzte bei der Verwaltung der Kolonie auf Zugeständnisse gegenüber den Einheimischen. Die vietnamesische Sprache und Kultur wurde gefördert, die Zahl der schulpflichtigen Kinder von 440.000 1939 auf 700.000 1944 erhöht. Ebenso wurden Sport- und Gesundheitsprogramme ausgebaut. Erstmals wurde der Name des Landes als Vietnam von der Kolonialverwaltung anerkannt.
Im Zuge der Annexion Indochinas durch japanische Truppen wurde Decoux am 9. März 1945 gefangen genommen.

### Nachkriegszeit
Nach seiner Repatriierung wurde Decoux zunächst gefangengesetzt. Pressestimmen, unter anderem L’Humanité, forderten für Decoux die Todesstrafe. Der Admiral blieb zwei Jahre lang in Freiheitsentzug, auf eine Anklage wurde jedoch seitens des französischen Staates verzichtet. Er brachte 1949 seine Sicht der Dinge in dem Buch "À la barre de l'Indochine" an die Öffentlichkeit. 1951 versuchte er für die Union des nationaux indépendants et républicains eine neo-pétainistische Liste erfolglos, für die Nationalversammlung zu kandidieren.